# Sheriff Misba Hydara
Sheriff Misba Hydara ist ein gambischer Politiker.

## Leben
| Parlamentswahl | Stimmen | Stimmanteil |
| -------------- | ------- | ----------- |
| 2012           | 7.413   | 72,72 %     |

Sheriff Misba Hydara trat bei den Regionalwahlen 2008 als Kandidat der Alliance for Patriotic Reorientation and Construction (APRC) im Wahlkreis Lower Niumi in der Kerewan Administrative Area an. Für den Wahlbezirk Medina Serign Mass hat er Sitz im Regionalrat Kerewan Area Council gewonnen.
Bei der Wahl zum Parlament 2007 trat Hydara als Kandidat im selben Wahlkreis an. Mit 72,72 % konnte er den Wahlkreis vor den unabhängigen Kandidaten Musa Sonko für sich gewinnen. Zu der Wahl zum Parlament 2017 trat Hydara nicht als Kandidat an.